# Alphabet eubéen

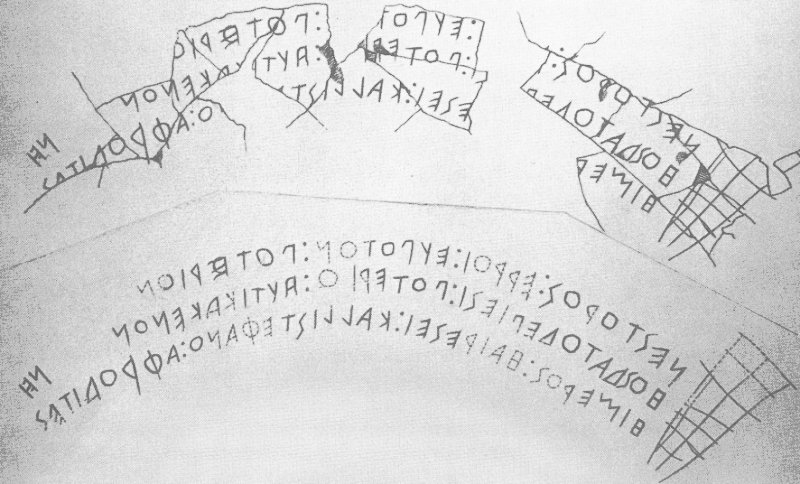
Inscription sur une « coupe de Nestor (Pithécusses) » trouvé à Ischia. Elle porte l'alphabet de Cumae (date :.

Cette page contient des caractères spéciaux ou non latins. S’ils s’affichent mal (▯, ?, etc.), consultez la page d’aide Unicode.
L'alphabet eubéen est une variante occidentale d'un alphabet grec archaïque, utilisé du VIIIe au Ve siècle av. J.-C.. Il a particulièrement servi en Eubée, et dans les colonies grecques d'origine eubéenne en Italie du Sud, dont Cumes. C'est cette variante de l'alphabet grec qui a donné naissance aux anciens alphabets italiques, et ainsi, à l'alphabet latin. En Grèce, il a été remplacé par la variante ionienne à partir du IVe siècle av. J.-C.

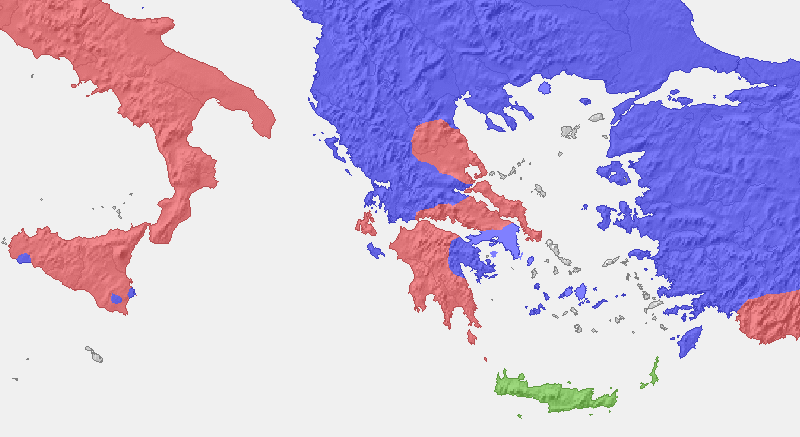
Distribution géographique des variantes d'alphabets grecs selon Adolf Kirchhoff (1887) :
Occidental
Ionien
Crétois

## Inventaire des lettres
Les différentes lettres sont les suivantes :
- en image,

- et transcrites dans les lettres grecques standard,

Α Β Γ Δ Ε Ϝ Ζ Η Θ Ι Κ Λ Μ Ν Ο Π Ϻ Ϙ Ρ Σ Τ Υ Χ Φ Ψ
On voit que cet alphabet inclut le digamma (Ϝ), le san (Ϻ) et le koppa (Ϙ), mais que le xi (Ξ) et l'oméga (Ω) manquent. Parmi les lettres de cet alphabet, le delta (Δ) est dessiné de telle manière qu'il ressemble fortement au « D » latin. Le sigma (Σ) présenté ici est la variante occidentale de la lettre, inspirée du shin phénicien (𐤔) ; il s'oppose à sa variante orientale, le sigma lunaire (C). Dans certains alphabets, le rhô (Ρ) ressemble au futur « R » latin.
Certaines valeurs des lettres sont différentes de leur équivalent oriental : le êta (Η) est une consonne [h], comme en ancien attique, le chi (Χ) représente le son [ks] — qui équivaut au xi oriental — et le psi (Ψ) a le son [kʰ], comme le chi oriental. Mis à part l'ommission du samech (qui a donné le xi) et l'ajout du upsilon, du chi, du phi et du psi, cet alphabet est identique à l'alphabet phénicien. L'upsilon (Υ) et le chi ont en fait été introduits comme des variantes du waw (𐤅) et du samech (𐤎) respectivement, donc les seules vraies inventions grecques sont le phi et le psi.

L'abécédaire de Marsiliana (autour de -700) représente une variante archaïque de l'alphabet étrusque, pratiquement identique à l'alphabet grec occidental, excepté qu'il manque le ksi et que le dessin du dzêta est toujours proche du zayin (𐤆) phénicien.

## Source
- (en) Cet article est partiellement ou en totalité issu de l’article de Wikipédia en anglais intitulé « Cumae alphabet » (voir la liste des auteurs).
- (de) Helmut Engelmann, Die Inschriften von Kyme, éd. Habelt, « Inschriften griechischer Städte aus Kleinasien », Bonn, 1976,  (ISBN 3-7749-1418-4).